# Blengorwetan
Blengorwetan is een bestuurslaag in het regentschap Kebumen van de provincie Midden-Java, Indonesië. Blengorwetan telt 1475 inwoners (volkstelling 2010).